# جایزه بزرگ بلژیک ۱۹۷۲
جایزه بزرگ بلژیک ۱۹۷۲ (انگلیسی: ‎1972 Belgian Grand Prix‎) یک مسابقهٔ موتوری در رشتهٔ اتومبیل‌رانی فرمول یک بود که در تاریخ ۴ ژوئن ۱۹۷۲ در نیول-بولرز واقع در نیول، بلژیک برگزار شد. این گراند پری در میان ۱۲ گراند پری در فصل ۱۹۷۲، مسابقهٔ شمارهٔ ۵ بود.
در این مسابقه که در ۸۵ دور و به مسافت ۳۱۶٫۲ کیلومتر (۱۹۶٫۴۷۸ مایل) برگزار شد، پول پوزیشن توسط امرسون فیتیپالدی کسب شد و سریع‌ترین زمان برای طی یک دور پیست که برابر با ۱:۱۲٫۱۲ بود نیز توسط کریس ایمون به ثبت رسید.
امرسون فیتیپالدی از تیم لوتوس-فورد، فرانسوا سورت از تیم تایرل-فورد و دنی هیولم از تیم مک‌لارن-فورد به‌ترتیب مقام‌های اول تا سوم مسابقه را کسب کردند.

## رده‌بندی قهرمانی پس از مسابقه
|       | جایگاه | راننده           | امتیاز |
| ----- | ------ | ---------------- | ------ |
|       | ۱      | امرسون فیتیپالدی | ۲۸     |
| ۱     | ۲      | دنی هیولم        | ۱۹     |
| ۱     | ۳      | ژاکی ایکس        | ۱۶     |
|       | ۴      | جکی استوارت      | ۱۲     |
|       | ۵      | ژان-پیر بلتویز   | ۹      |
| منبع: |        |                  |        |

|       | جایگاه | سازنده      | امتیاز |
| ----- | ------ | ----------- | ------ |
|       | ۱      | لوتوس-فورد  | ۲۸     |
|       | ۲      | مک‌لارن-فورد | ۲۳     |
|       | ۳      | فراری       | ۱۹     |
|       | ۴      | تایرل-فورد  | ۱۸     |
|       | ۵      | بی‌آرام      | ۹      |
| منبع: |        |             |        |

یادداشت
- تنها پنج جایگاه نخست از هر رده‌بندی نمایش داده شده‌است.